# Nghĩa Trúc

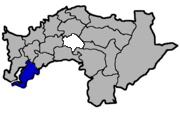
Vị trí tại huyện Gia Nghĩa

Nghĩa Trúc (tiếng Trung: 義竹鄉; bính âm: Yìzhú Xiāng) là một hương (xã) của huyện Gia Nghĩa, tỉnh Đài Loan, Trung Hoa Dân Quốc (Đài Loan). Hương nằm trên lưu vực sông Bát Chưởng và thuộc về vùng đồng bằng Gia Nam. Tổng diện tích của hương là 79,2925 km², dân số vào tháng 8 năm 2011 là 20.772 người thuộc 7.478 hộ gia đình, mật độ cư trú đạt 262 người/km².